# Rue Lebouis
La rue Lebouis est une voie du 14e arrondissement de Paris, en France.

## Situation et accès
La rue Lebouis est une voie publique située dans le 14e arrondissement de Paris. Elle débute au 21, rue de l'Ouest et se termine au 8, rue Raymond-Losserand.

## Origine du nom
La rue tire son nom de celui d'un ancien  propriétaire.

## Historique
Cette rue est classée dans la voirie de Paris par décret du 14 mars 1889.

## Bâtiments remarquables et lieux de mémoire
- No 7 et 2, impasse Lebouis : immeuble d'ateliers réalisé par l'architecte Émile Molinié (1977-1964), avec façades richement ornementées de mosaïques en pâte de verre et d'une frise de sgraffites, primé en 1913 au Concours de façades de la ville de Paris[1]. L'immeuble abrite la Fondation Henri Cartier-Bresson (créée en 2003) jusqu'à l'automne 2018, date de son transfert dans le Marais[2].